# Mir Sayyid Ali

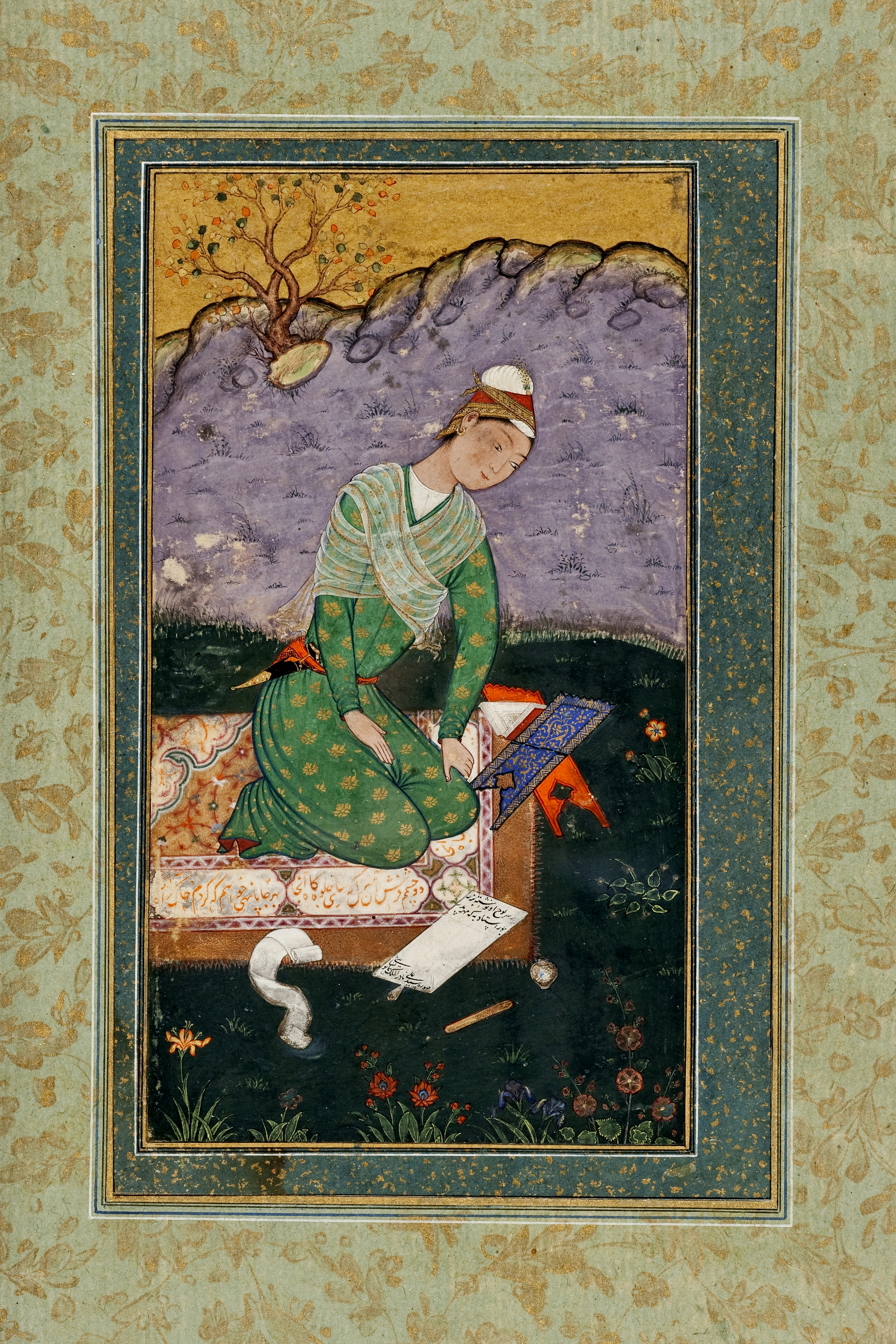
Autoritratto di Mir Sayyid Ali, Los Angeles County Museum of Art, 1550

Mir Sayyid Ali (Tabriz, 1510 – Agra, 1572) è stato un pittore persiano di miniature che è stato uno dei principali artisti di miniature persiane prima di seguire la dinastia Moghul in India, dove divenne uno degli artisti responsabili dello sviluppo dello stile della Pittura moghul, sotto l'imperatore Akbar.

## Famiglia
Nato a Tabriz, Mir Sayyid Ali era il figlio dell'artista Mir Musavvir. Lo storico e cronista Qazi Ahmed ha affermato che il figlio aveva più talento di suo padre, ma l'impatto di Mir Musavvir ha influenzato il suo lavoro.

## Prime opere

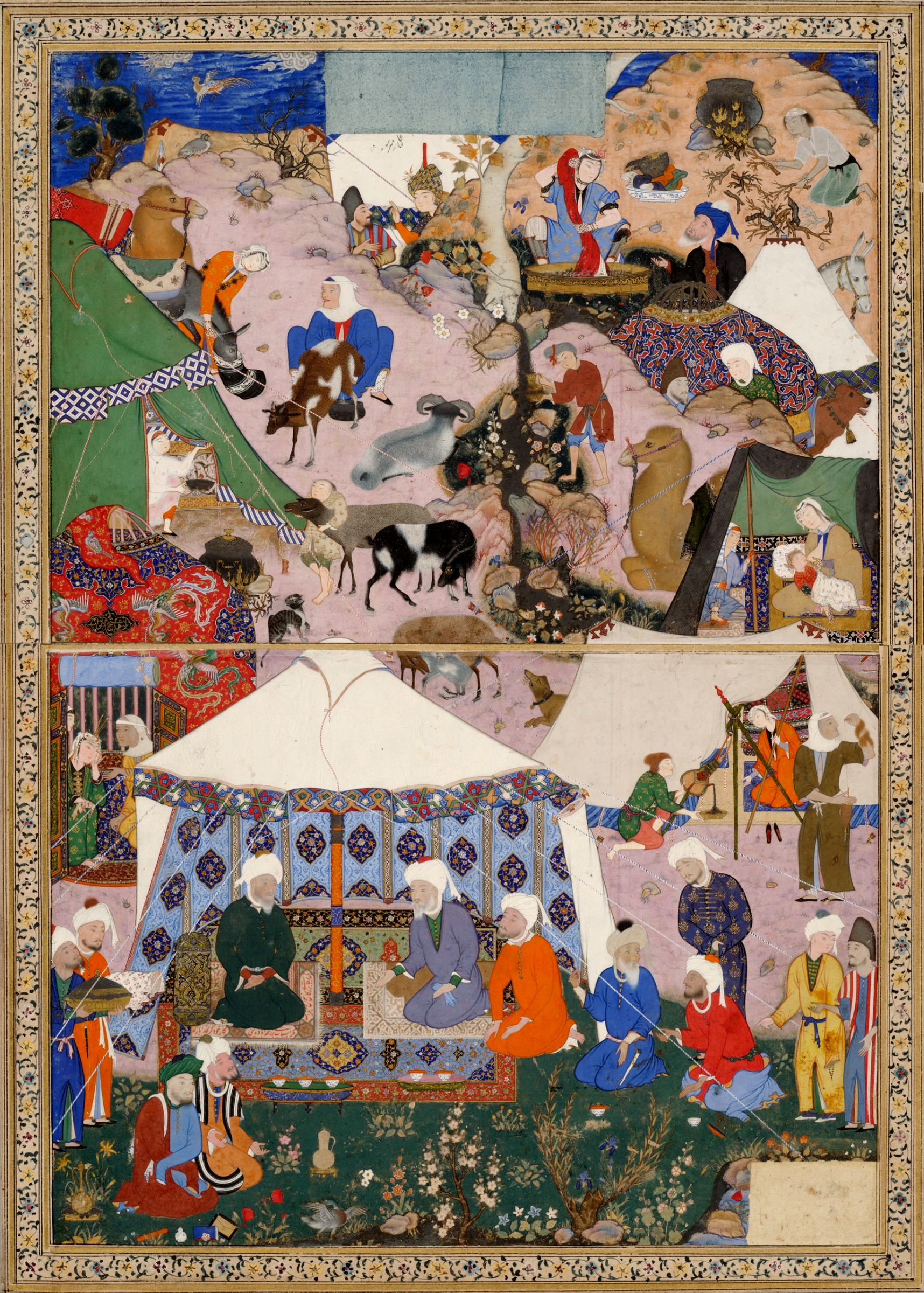
Miniatura da Layla e Majnun (c. 1540)

La ricerca moderna suggerisce che Mir Sayyid Ali abbia preso parte all'illustrazione del famoso Shahnameh di Scià Tahmasp I creato nel 1525-1548 per Shah Tahmasp I (1514-1576). Due miniature in esso contenute sono attribuite a Sayyid Ali. Il passo successivo fu il suo coinvolgimento nella creazione delle lussuose illustrazioni per il manoscritto di Khamsa di Nizami ("Cinque poesie") create dai migliori artisti dello Shah kitabhane nel 1539-1543 per ordine di Scià Tahmasp. Delle 14 miniature il suo pennello è accreditato di quattro, tra cui "Layla e Majnun", che porta la firma dell'artista. Il periodo intorno al 1540, contiene due notevoli opere del maestro: un quadro del giovane elegante che regge una lettera scoperta, e un dittico (doppio frontespizio) per il Khamsa di Nizami con "Campo nomade" su un foglio e "Serata al Palazzo della Vita" dall'altro.

## Rimozione dalla corte
Nel 1540, lo Scià Tahmasp divenne sempre più ortodosso e cominciò a rifiutare le rappresentazioni artistiche di creature viventi. Perse interesse per la miniatura del libro e alla fine emanò un editto che vietava le immagini profane in tutto l'impero persiano. Artisti della sua corte, tra cui Mir Sayyid Ali, si dispersero in tutte le direzioni. La maggior parte si rifugiarono alla corte del nipote di Scià Tahmasp, Sultan Ibrahim Mirza.

## Al servizio di Humayun
Nel frattempo, l'imperatore Moghul Humayun, dopo battaglie senza successo con Sher Shah Suri, perse il trono e nel 1543 arrivò in Persia, dove Scià Tahmasp gli diede un caloroso benvenuto e la massima protezione. Seguirono innumerevoli feste nelle quali Tahmasp persuase il sunnita Humayun a passare alla fede sciita. Mentre Humayun si trovava a Tabriz, conobbe gli artisti, rimase affascinato dalle loro opere e due di loro vennero invitati al suo servizio, volendo creare una biblioteca simile a quella di Tabriz. Questi artisti erano Abd al-Samad e Mir Musavvir. Tuttavia, per qualche motivo, invece di Mir Musavvir, andò suo figlio Mir Sayyid Ali.
Humayun non riacquistò immediatamente i suoi possedimenti nel subcontinente indiano. Mentre aveva luogo questa lotta fu alla corte di Kabul. Mir Sayyid Ali vi arrivò nel 1549, visse e lavorò lì finché, nell'estate del 1555, l'esercito di Humayun sconfisse in battaglia le truppe di Sikandar Shah. La porta di Delhi era aperta e Humayun riguadagnò il trono. Il periodo della vita dell'artista a Kabul oggi porta pochissime opere, tra cui "Ritratto di un giovane scrittore". Mir Sayyid Ali è considerato un maestro del genere della ritrattistica, ma i ritratti persiani erano in larga misura condizionati e idealizzati molto diversi dal ritratto Moghul, più naturalistico. Tuttavia, il "Ritratto di un giovane scrittore" appartiene alle migliori miniature di ritratti persiani. Gli esperti del Museo di Los Angeles ritengono che questo possa essere un autoritratto dell'artista.

## Al servizio di Akbar
All'imperatore Humayun succedette Akbar, che era un amante dei ritratti in miniatura ancora più appassionato di suo padre. Mir Sayyid Ali, insieme ad Abd al-Samad fin dall'infanzia aveva insegnato l'arte del disegno al futuro sultano stabilendo relazioni amichevoli. Sayyid Ali guidò le iniziative artistiche della corte imperiale e sotto la sua guida ebbe inizio uno dei progetti più ambiziosi nel libro della storia del mondo, "Hamzanama", una storia di Amir Hamza, lo zio del profeta Maometto. L'ordine, che fu attuato dal 1562 al 1577, fu fatto dall'imperatore Akbar, e lanciato sotto la guida di Mir Sayyid Ali, fu completato sotto la supervisione di Abd al-Samad, che prese il lavoro intorno al 1572. Mir Sayyid Ali potrebbe essere stato sostituito perché troppo lento, poiché a quel punto la commissione risaliva a sette anni prima e solo quattro dei volumi erano stati completati. Sotto la direzione di Samad i restanti dieci volumi furono completati in altri sette anni. Il libro era diviso in quattordici volumi, ciascuno dei quali conteneva cento illustrazioni, di dimensioni maggiori del solito, in totale, 1.400 miniature. Dell'opera sono sopravvissute circa 140 miniature, sparse in vari musei e collezioni di tutto il mondo.
Entrambi i capi della bottega della corte imperiale essenzialmente supervisionavano il lavoro degli altri, ed è incerto se Samad abbia dipinto personalmente una delle miniature, sebbene possa aver fatto o corretto gran parte del disegno sottostante. Ma una miniatura, di "Elia il profeta salva Nur ad-Dahr che sta annegando", è accreditata a Mir Sayyid Ali. Insieme al ritratto di suo padre, Mir Musavvir, e ai "Saggi che riflettono sul libro", questo mostra il suo stile tardo.

## Eredità
Mir Sayyid Ali rimase fedele alla fine della tradizione persiana e ad Akbar, dove lavorò per un gruppo internazionale di artisti che sostenevano i principi della pittura persiana. Nelle sue opere, si può vedere l'influenza di suo padre e di Sultan Muhammad. Il suo lavoro gli valse numerosi premi e riconoscimenti. Il visir dell'imperatore Akbar I, Abu'l-Fazl, nella sua Storia di Akbar (Akbarnama) parla di lui nel modo più entusiasta. Nella classifica dei migliori artisti dell'epoca di al Fadl (ne contò più di un centinaio) Mir Sayyid Ali era inserito al primo posto; al Fadl affermò: "L'arte l'ha appresa da suo padre. Dal momento in cui arrivò al palazzo, il raggio di favore del re brillò su di lui. Si era distinto per la sua arte...". L'imperatore Humayun gli diede il titolo onorifico di "Nadir-ul-Mulk" (Il miracolo del regno). 
Sette anni dopo l'inizio del grande progetto per un "Hamzanama", cioè circa nel 1569, l'artista lasciò la corte Moghul, e come devoto pellegrino musulmano si recò a La Mecca. Alcuni ricercatori ritengono che sia morto durante l'Hajj, mentre altri affermano che tornò alla corte di Akbar e morì nel 1580.

## Galleria d'immagini

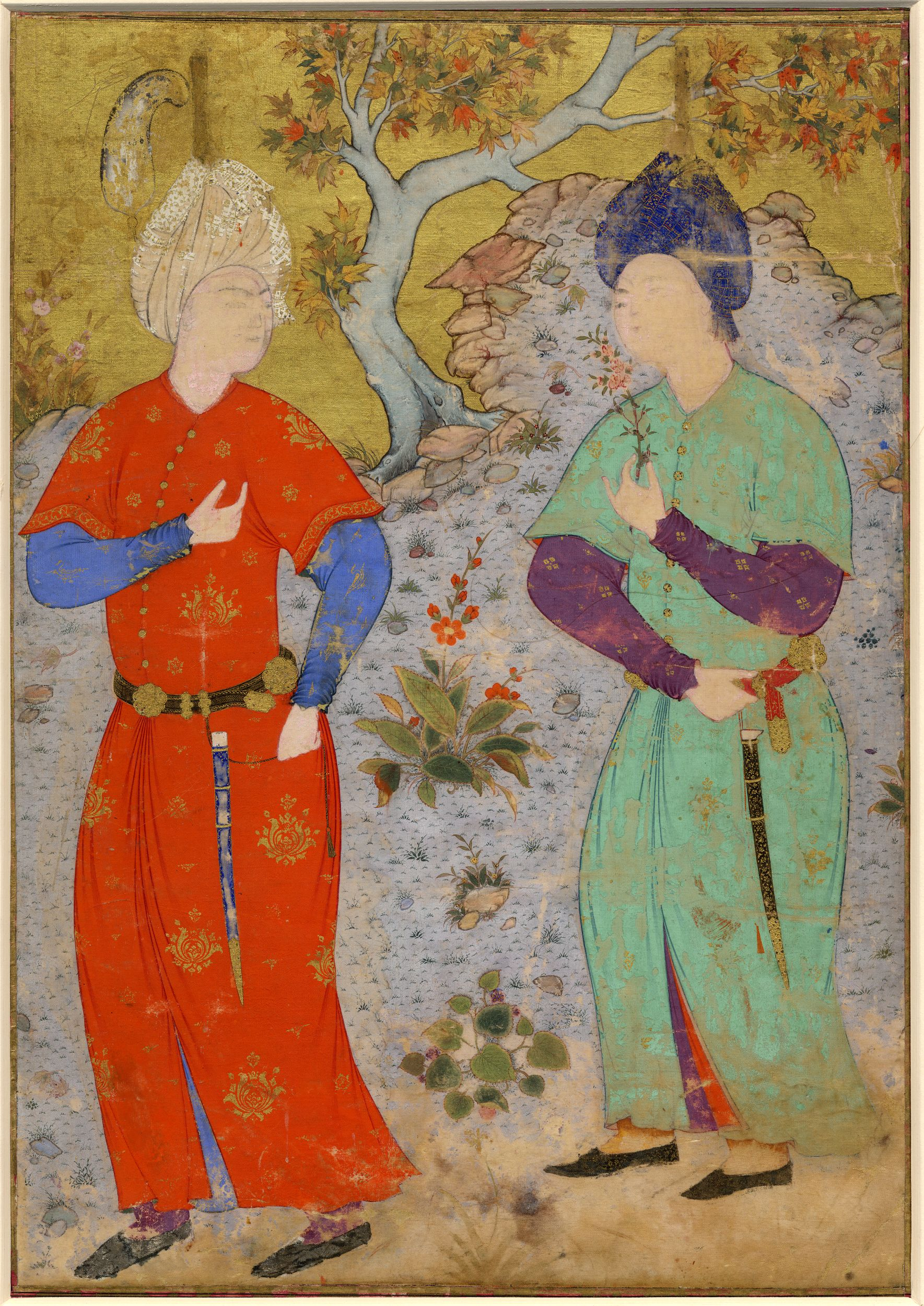
Un principe e un paggio (c. 1540), British Museum
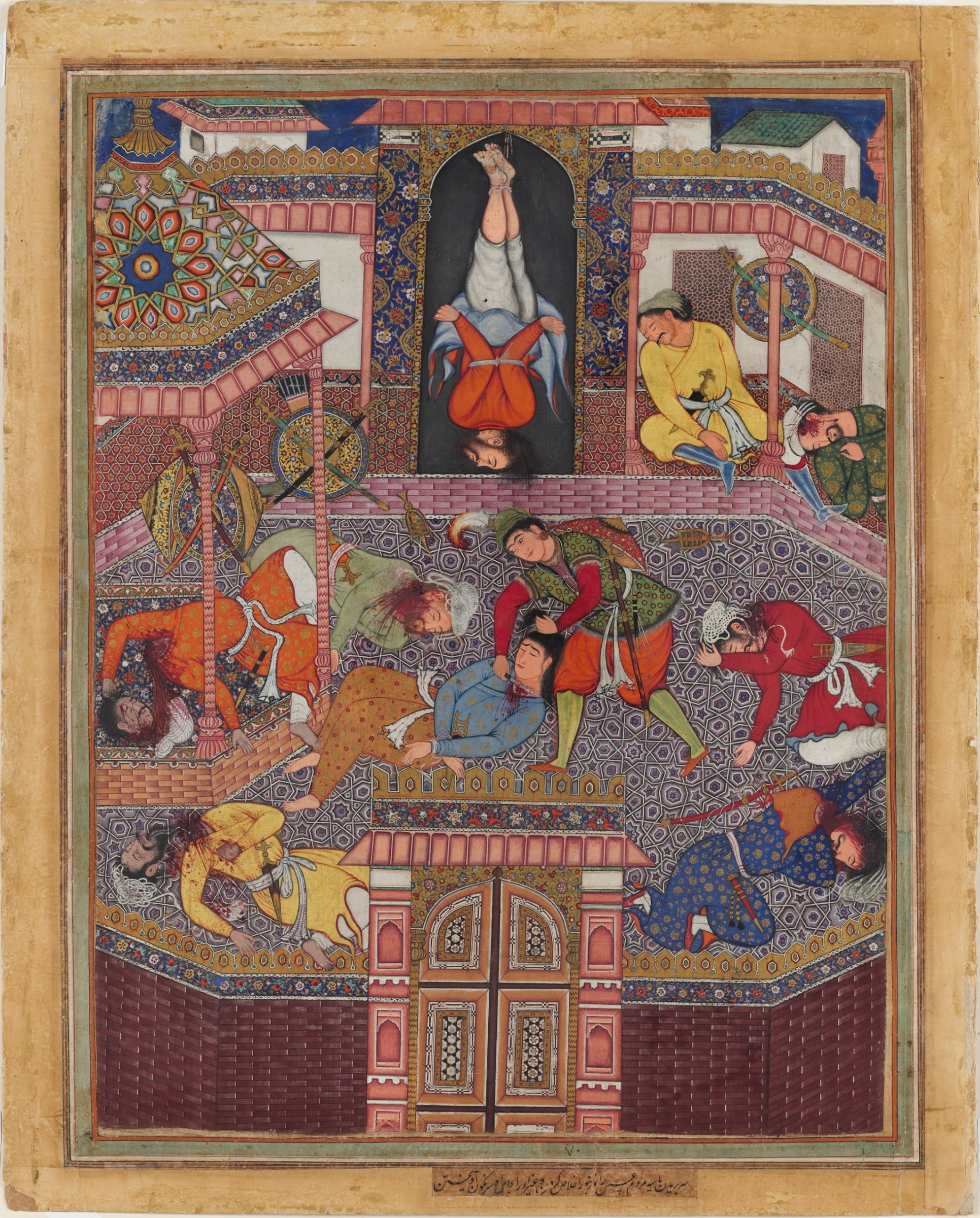
Mahiya libera Zambur, decapita le sue guardie addormentate "Hamzanama", Museo d'Arte di Harvard
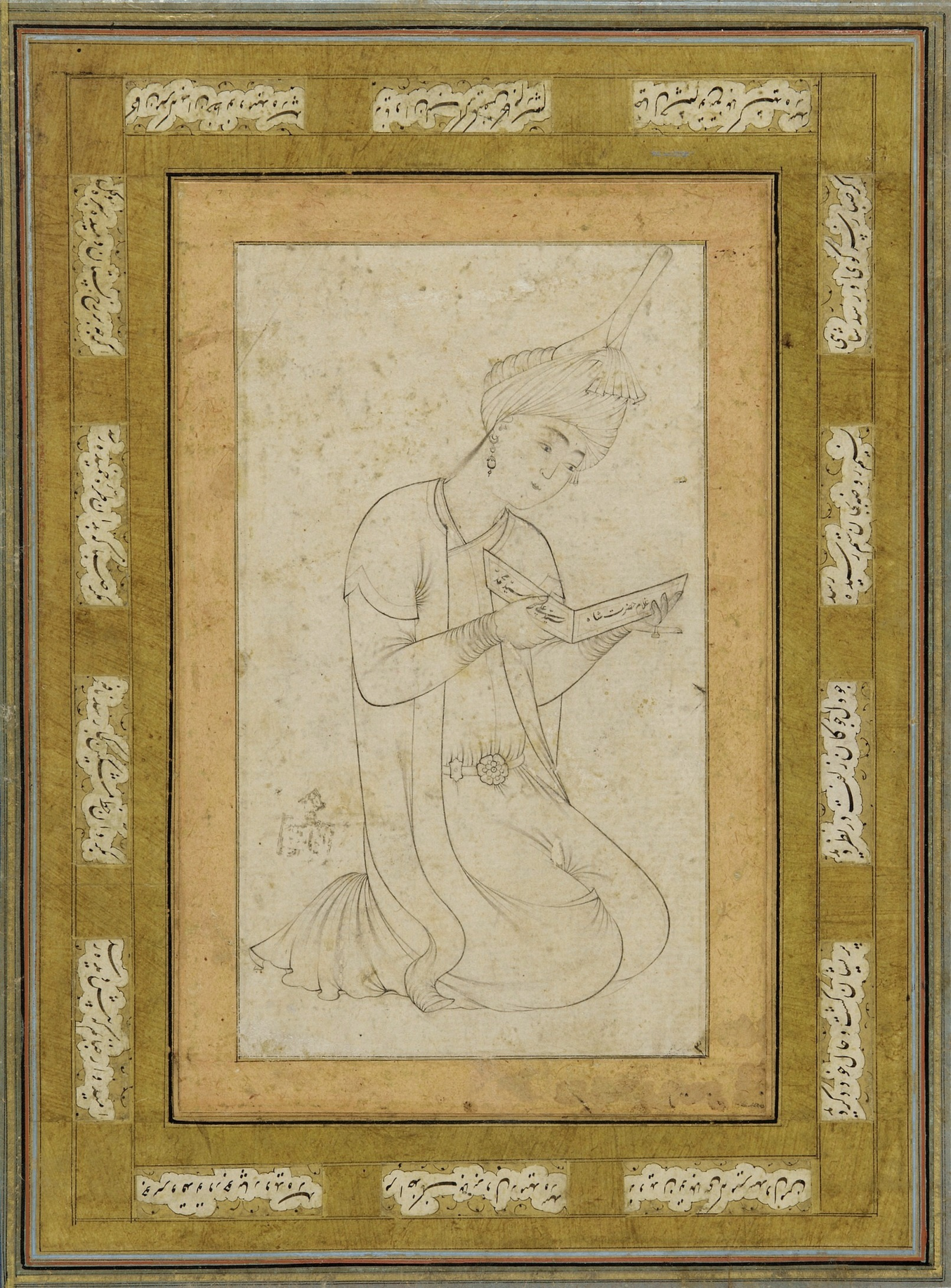
Autoritratto(?)
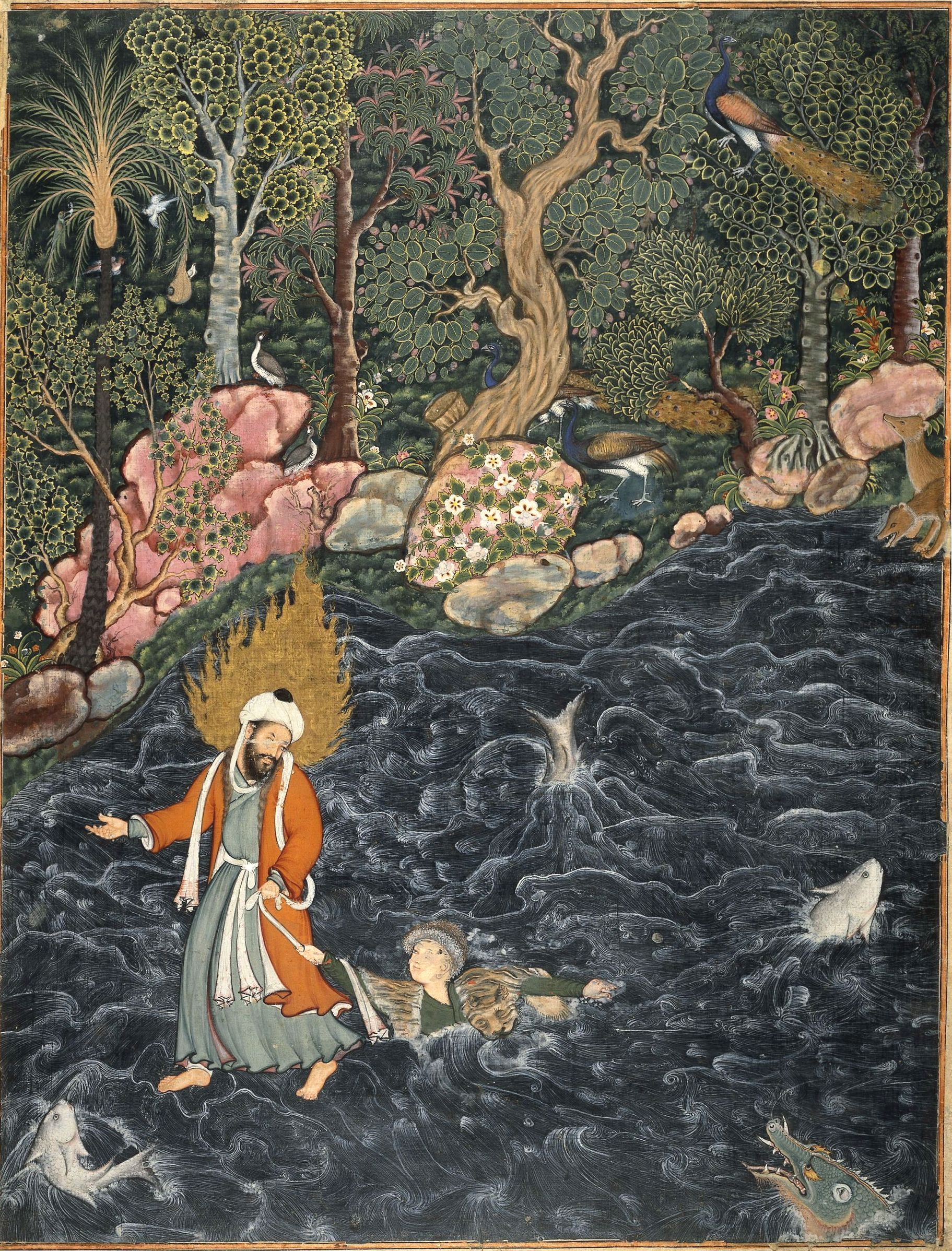
Elia il profeta salva dall'annegamento Nur ad-Dahr
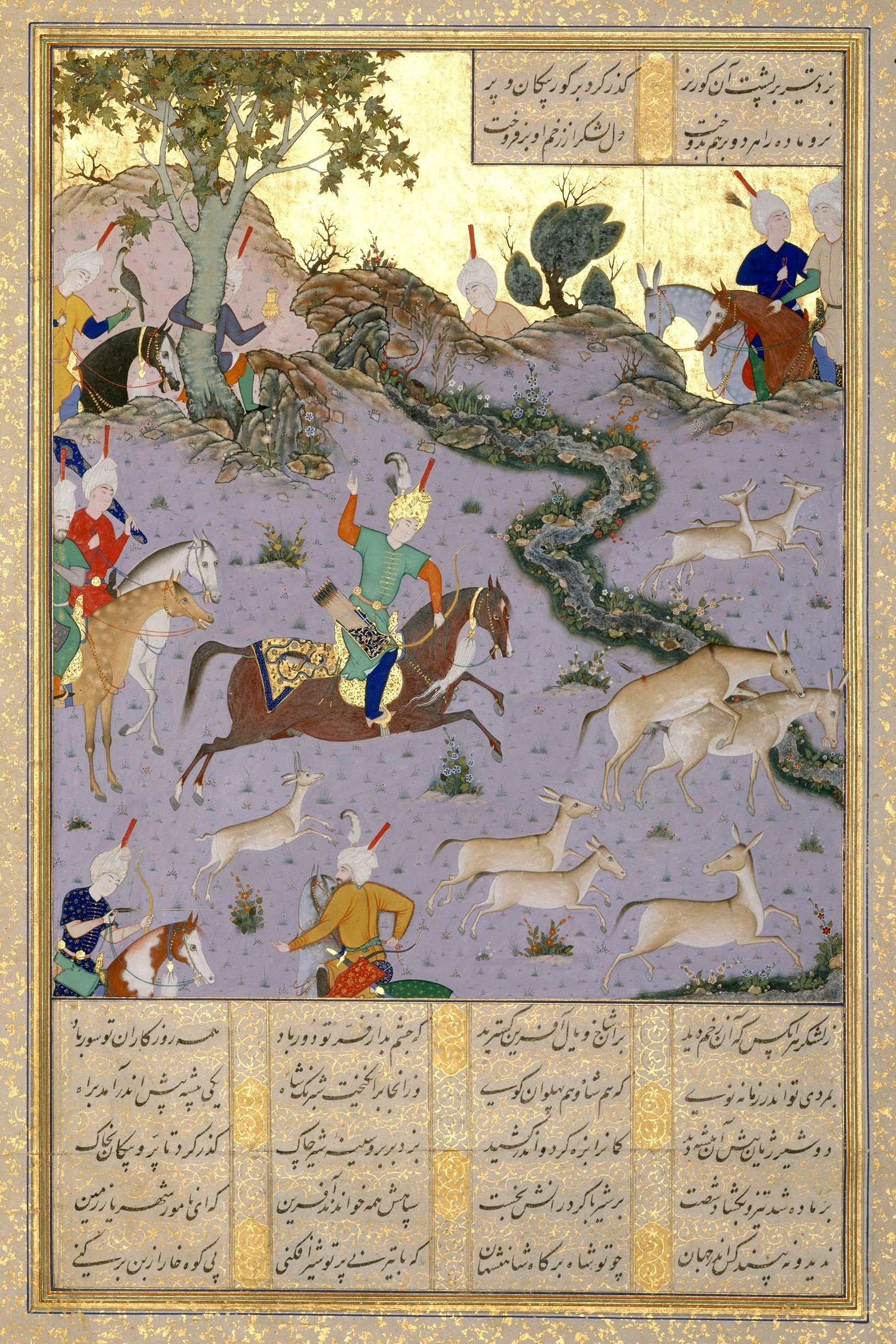
Bahram Gur , Folio dallo Shahnama (Libro dei Re) di Shah Tahmasp (c. 1530-35), Metmuseum